# Isaiah Bowman
Isaiah Bowman, född 26 december 1878, död 6 januari 1950, var en amerikansk geograf och forskningsresande.
Bowman var universitetslärare 1904-1915 därav 1909-1915 assistant professor vid Yale University, ledare för första Yaleexpeditionen till Sydamerika 1907, geograf och geolog vid Yaleexpeditionen till Peru 1911, ledare frö American Geographical Society's expedition till centrala Anderna 1913, 1915-1933 direktör för American Geographical Society, 1931 president i Association of American Geographers och 1931-1934 i International Geographical Union. På dessa och flera andra poster var Bowman livligt verksam för främjandet av geografisk forskning och vann ett allmänt erkänt och aktat namn. Bland hans verk märks Forest physiography (1911), South America; a geography reader (1915), The Andes of Southern Peru (1916), The new World. Problems in political geography (1921, med två supplement 1923-1924), Desert trails of Atacama (1924), The pioneer fringe (1931) och Geography in relation to the social sciences (1934) samt därutöver en mängd andra bidrag till Sydamerikas geografi. Från 1925 var Bowman president för Johns Hopkins University.